# 劉士登
劉士登（16世紀—17世紀），字酉巖，江西吉安府廬陵縣石廈鄉人，明朝政治人物。

## 生平
劉士登是萬曆三十七年（1609年）的舉人，四十一年（1613年）成進士，獲授寶慶推官，善於判決案件，杜絕誣告、釋放疑獄，又上請免去福府莊田。之後他到廣東主持鄉試，因病在官署去世，吉安府人立神主祭祀他。

## 引用
1. 1 2  同治《廬陵縣志·卷二十九·人物志》：劉士登，字酉巖，萬厯癸丑進士。授寶慶推官，善決獄，杜絕誣告諸直，指矜疑獄必任之，為郡邑白免福府莊田；未幾分試東粵，疾歸署卒，郡人刻主祀之。 府志
2. ↑  同治《廬陵縣志·卷二十二·選舉志》：（萬曆）三十七年己酉（舉人）……劉士登 石廈人，推官，有傳，見進士。